# Deutsche Eishockey-Meisterschaft 1942/43
Die Deutsche Eishockey-Meisterschaft 1943 war die 27. Austragung dieser  Titelkämpfe.
Zugleich bildete sie die 4. Deutsche Kriegsmeisterschaft. Wie bereits im Vorjahr erlaubten die Kriegsereignisse keinen ordnungsgemäßen Abschluss der Meisterschaft.

## Vorrunde

### Gruppe A
| 31. Dezember 1942 | EV Krakau | 0:5 (0:1, 0:1, 0:3) | Wiener EG Willibald Stanek Rudolf Wurmbrand Seidlmann August Specht Willibald Stanek | Krynica-Zdrój |

| 9. Januar 1943 | Klagenfurter AC 1:0 Kuss 2:0 E. Nusser 3:0, 4:0 Schmied 5:0 Kuss 6:0 Belak | 6:0 (1:0, 2:0, 3:0) | EV Bielitz | Klagenfurt Zuschauer: 2.000 |

| 10. Januar 1943 | SC Riessersee Wild (2) Lang Schuler Egger Wild (2) Schenk Egger Späth | 9:1 (3:0, 3:1, 3:0) | SS Nürnberg | Prinzregentenstadion, München |

|  | ESV Füssen | kampflos Füssen verzichtete | ERV Breslau |  |

### Gruppe B
| 31. Dezember 1942 | Mannheimer ERC | 2:1 n. V. (0:0, 0:0, 1:1, 1:0) | Düsseldorfer EG | Mannheim |

| 9. Januar 1943 | NSTG Prag | 0:7 (0:3, 0:3, 0:1) | LTTC Rot-Weiß Berlin Oskar Nowak (3) Herbert Schibukat (2) Trautmann Seelmann | Prag |

| 10. Januar 1943 | SC Brandenburg Berlin | 15:0 (6:0, 2:0, 7:0) | ERC Posen | Berlin |

| 10. Januar 1943 | Berliner Schlittschuhclub Werner George (2) Dawidow Rudi Ball Dider | 5:0 (1:0, 2:0, 2:0) | Rastenburger SV 08 | Berliner Sportpalast, Berlin Zuschauer: ausverkauft |

## Viertelfinale
| 16. Januar 1943 | Klagenfurter AC Schmied (7) Nemec (5) Kuß (4) Belak (2) | 18:0 (4:0, 4:0, 10:0) | ERV Breslau | Klagenfurt |

| 17. Januar 1943 | SC Riessersee Wild Saller Buchmayer Saller Späth | 5:4 n. V. (1:2, 2:2, 1:0, 1:0) | Wiener EG August Specht (2) Willibald Stanek Rudolf Wurmbrand | Olympia-Eisstadion, Garmisch-Partenkirchen Zuschauer: 8.000 oder 10.000 |

| 17. Januar 1943 | LTTC Rot-Weiß Berlin 1:2 Hoppe 2:2 Lortzing 3:2 Schwartz 4:2 Oskar Nowak 5:2, 6:2 Lortzing | 6:2 (0:2, 4:0, 2:2) | SC Brandenburg Berlin 0:1 Hillmann 0:2 Ciskewski | Berliner Sportpalast, Berlin Zuschauer: ausverkauft |

| 24. Januar 1943 | Mannheimer ERC | 3:1 (0:1, 1:0, 2:0) | Berliner Schlittschuhclub | Mannheim Zuschauer: über 6.000 |

## Halbfinale und Endspiel
| 23. Januar 1943 | SC Riessersee Kögl | 1:0 (1:0, 0:0, 0:0) | Klagenfurter AC | Prinzregenten-Stadion, München Zuschauer: 5.000 |

Das für den 13. Februar 1943 angesetzte Halbfinale zwischen Berlin und Mannheim sowie das für den 20. Februar 1943 vorgesehene Endspiel konnten kriegsbedingt nicht mehr ausgetragen werden.